# Oliver Twist (film 1912 General)
Oliver Twist è un film muto statunitense del 1912 di cui non si conosce il nome del regista. Prodotto dalla General Film Company, è il primo lungometraggio basato sull'opera di Charles Dickens, dopo i corti diretti nel 1909 negli Stati Uniti da James Stuart Blackton (Oliver Twist) e nel 1910 in Francia da Camille de Morlhon (L'Enfance d'Oliver Twist).
Secondo quelle che erano le convenzioni dell'epoca e la pratica stabilitasi nelle rappresentazioni teatrali dell'Ottocento, il ruolo (maschile) di protagonista fu affidato ancora una volta ad una giovane attrice Vinnie Burns, allora quindicenne, agli inizi della sua carriera. Per il ruolo di "Fagin" si opta come di norma per un attore di grande peso ed esperienza (qui Nat C. Goodwin).
Uscito nelle sale nel maggio 1912, il film sarà seguito nell'ottobre dello stesso anno dalla prima versione britannica dell'opera.

## Produzione
Il film fu prodotto dalla General Film Company.

## Distribuzione
Distribuito da State Rights, il film uscì nelle sale cinematografiche statunitensi il 20 maggio 1912.